# آرورا، انتاریو
آرورا (به انگلیسی: Aurora) یک منطقهٔ مسکونی در کانادا است که در Regional Municipality of York واقع شده‌است. آرورا ۴۹٫۸۵ کیلومتر مربع مساحت و ۵۵٬۴۴۵ نفر جمعیت دارد.

## خواهرخوانده
شهر بخش لکساند خواهرخواندهٔ آرورا، انتاریو هست.